# Odkrycie geograficzne
Odkrycie geograficzne – poznanie morza, lądu lub wybrzeża nieznanego wcześniej cywilizowanemu światu. Najwięcej odkryć geograficznych miało miejsce w XV i XVI wieku, a czas ten nazywa się dziś okresem wielkich odkryć geograficznych. 